# شوارع من نار (فلم)
شوارع من نار  فيلم مصري عرض عام 1984، من بطولة نور الشريف ومديحة كامل ومن إخراج سمير سيف، قصة الفيلم مأخوذة من فيلم إيرما لا دوس للمخرج بيلي وايلدر.

## قصة الفيلم
في الأربعينيات ينتقل الشرطي (إمام) من الإسماعيلية للقاهرة للعمل في منطقة مخصصة لممارسة البغاء، يقع في حب العاهرة (نوسة) التي تعمل مع المعلمة والفتوة جلال دون أن يعلم أنها تمارس هذه المهنة، يدافع عنها إمام ويقوم بضرب أحد الجنود الإنجليز الذي يحاول اعتراض طريقها والاعتداء عليها ويحاكم ويفصل من الخدمة، ثم يعود للإقامة بالحي والبحث عن عمل، يتحول إلى قواد، تحدث مشاجرة بينه وبين جلال، ينتصر إمام ويصبح فتوة الحي ويتزوج نوسة، يصدر قانون إلغاء البغاء ويحول إمام المنزل إلى ملهى، ثم ينضم للفدائيين لمقاومة الاحتلال الإنجليزي.

## طاقم التمثيل
- نور الشريف: (إمام السيد المصري)
- مديحة كامل: (نفيسه عمران - نوسه)
- ليلى علوي: (إنصاف عمران)
- سيد زيان: (جلال القواد)
- محمد رضا: (السيد المصري)
- نجاح الموجي: (قرني)
- نعيمة الصغير: (البدرونة - القوادة)
- كريمة الشريف: (بسيمة)
- أميمة سليم: (جمالات)
- زكريا موافي: (الصول)
- أحمد أبو عبية: (التمرجي / البارمان)
- هانم محمد: (أم إمام المصري)
- قاسم الدالي: (عوضين)
- شريفة زيتون: (عزيزة)
- فؤاد خليل: (صبي الراقصات)
- رضا السيد
- ثريا عز الدين
- نورا عبد العزيز: (عاهرة)
- يوسف فوزي: (القائد الإنجليزي)
- وسيلة حسين: (خالة نفيسة وإنصاف)
- حسني عبد الجليل: (زوج خالة نفيسة وإنصاف)
- هياتم: (بسمة / بسيمة)
- يوسف العسال: (ضابط إنجليزي)
- أحمد عبد الهادي
- عاطف بركات: (الميجور)
- أحمد فريد
- صالح العويل: (صالح)
- محمد شوقي: (بائع السميط)
- حسين الشريف: (قاتل الميجور)
- سيد مصطفى: (زبون)
- حسين عرعر: (زبون)
- نادية شمس الدين: (صاحبة البيت)

## فريق العمل
- إخراج: سمير سيف
- سيناريو وحوار: أحمد صالح، إبراهيم الموجي
- مدير التصوير: عصام فريد
- مونتاج: سلوى بكير
- إنتاج: أفلام مصر العربية (واصف فايز)
- موسيقى تصويرية: بليغ حمدي
- توزيع داخلي: أفلام مصر العربية (واصف فايز)
- توزيع خارجي: شركة ترايتل العالمية

## عن الفيلم
- الفيلم مأخوذ من فيلم إيرما لا دوس الذي عرض عام 1963، بطولة جاك ليمون وشيرلي ماكلين وإخراج بيلي وايلدر.
- تتشابه أحداث الفيلم مع أحداث فيلم درب الهوا من إنتاج عام 1983، بطولة مديحة كامل ويسرا ومحمود عبد العزيز وأحمد زكي وفاروق الفيشاوي ومن إخراج حسام الدين مصطفى وتم سحب الفيلم من دور العرض، وعانى منتجه كثيرا حتى تمكن من عرضة مرة أخرى بعد عام في المحاكم، وانتهز المنتج واصف فايز الفرصة وتلافى تجاوزات الفيلم الممنوع من العرض وأنتج عام 1984 هذا الفيلم عن نفس قصة فيلم إيرما لا دوس، وعندما حقق الفيلم نجاحا، أقبل المنتج محمد مختار على إنتاج نفس قصة الفيلم تحت اسم «خمسه باب» بطولة نادية الجندي وعادل إمام وأخرجه نادر جلال عام 1984.

## وصلات خارجية
- مقالات تستعمل روابط فنية بلا صلة مع ويكي بيانات